# Empis confidens
Empis confidens är en tvåvingeart som beskrevs av Harris 1776. Empis confidens ingår i släktet Empis och familjen dansflugor. Inga underarter finns listade i Catalogue of Life.